# Carl Sellmer (Politiker)
Carl Sellmer (* 26. April 1813 in Neuhardenberg bei Lebus; † 4. August 1877 in Kolberg) war ein deutscher Jurist und Politiker.

## Leben
Sellmer studierte von 1829 bis 1832 Rechtswissenschaften an den Universitäten Berlin und Halle. Von 1833 bis 1842 arbeitete er als Referendar beim Landgericht Müncheberg, dann bis 1850 als Kreisgerichtsassessor, anschließend bis 1860 als Kreisrichter und schließlich bis 1877 als Kreisgerichtsrat in Landsberg an der Warthe.
Vom 18. Mai 1848 bis 20. Mai 1849 war Sellmer für den Wahlkreis der Provinz Brandenburg in Landsberg an der Warthe Mitglied der Frankfurter Nationalversammlung in der Fraktion Landsberg.